# 농촌경제살리기국민운동본부
농촌경제살리기국민운동본부는 농촌지역에서 생산되는 지역특산 농산제품의 전국 홍보, 지역특산 농산제품에 대한 인식전환을 위한 대국민 세미나 개최, 도농간 교류 활성화 등을 통해 농촌경제를 살리는 데 기여할 목적으로 2010년 6월 17일 설립된 대한민국 농림축산식품부 소관의 사단법인이다. 사무실은 서울특별시 강동구 천호대로 1053 산경빌딩 403호에 있다.

## 대표자
- 총재 : 김민규
- 회장 : 김정식

## 주요 사업
- 지역특산 농산제품의 전국 홍보화
- 지역특산 농산제품에 대한 인식전환을 통한 대국민 세미나 개최
- 지역특산 농산제품의 소비확대를 위한 도농간 교류 활성화
- 기타 설립목적을 달성하기 위한 사업